# Manuel Ávila Camacho, Villa Comaltitlán
Manuel Ávila Camacho är en ort i Mexiko.   Den ligger i kommunen Villa Comaltitlán och delstaten Chiapas, i den sydöstra delen av landet, 800 km sydost om huvudstaden Mexico City. Manuel Ávila Camacho ligger 91 meter över havet och antalet invånare är 446.
Terrängen runt Manuel Ávila Camacho är varierad. Runt Manuel Ávila Camacho är det ganska tätbefolkat, med 104 invånare per kvadratkilometer. Närmaste större samhälle är Huixtla, 13,3 km sydost om Manuel Ávila Camacho. I omgivningarna runt Manuel Ávila Camacho växer i huvudsak städsegrön lövskog.